# 瓦爾斯 (荷蘭)
瓦爾斯（荷蘭語：Vaals）是荷蘭的一个市镇，位於荷蘭東部。在行政區劃上，瓦爾斯屬於林堡省。瓦爾斯地處三國交界處，毗鄰比利時和德國。

## 外部連結
- 维基共享资源上的相關多媒體資源：瓦爾斯
- 维基导游上有關瓦爾斯 (荷蘭)的旅行指南
- Official website （页面存档备份，存于）